# Округ Шарлот (Вирџинија)
Округ Шарлот (енгл. Charlotte County) је округ у америчкој савезној држави Вирџинија.

## Демографија
По попису из 2010. године број становника је 12.586, што је 114 (0,9%) становника више него 2000. године.
| Група             | 2000.         | 2010.         |
| Белци             | 8.053 (64,6%) | 8.383 (66,6%) |
| Афроамериканци    | 4.102 (32,9%) | 3.751 (29,8%) |
| Азијати           | 20 (0,2%)     | 26 (0,2%)     |
| Хиспаноамериканци | 206 (1,7%)    | 240 (1,9%)    |
| Укупно            | 12.472        | 12.586        |